# Joseph Gershenson
Joseph E. Gershenson, auch bekannt als Joseph G. Sanford (* 12. Januar 1904 in Kischinjow, Russisches Kaiserreich, heute Moldawien; † 18. Januar 1988 in Woodland Hills (Los Angeles)) war ein US-amerikanischer Orchesterleiter und Filmproduzent.

## Leben
In den 1920er-Jahren begann Joseph Gershenson seine Laufbahn als musikalischer Begleiter von Stummfilmen in Lichtspieltheatern. Später schloss er sich der US-amerikanischen Filmproduktionsfirma Universal Pictures an und leitete dort ab 1940 die Musikabteilung. Von 1949 bis zu seinem Abschied 1969 nach dem Film Angel in My Pocket wurde er bei über 300 Filmen von Universal als Musikalischer Leiter genannt. Daneben arbeitete er, teils unter dem Pseudonym Joseph G. Sanford, auch als Filmproduzent. Unter eigenem Namen veröffentlichte er eine Reihe musikalischer Kompositionen. In dem Kurzfilm Fits and Benefits (1938) und dem Thriller Mitternachtsspitzen (Midnight Lace, 1960) übernahm er zudem jeweils eine kleine Rolle als Bandleader.
Zweimal wurde Joseph Gershenson für einen Oscar nominiert: 1955 zusammen mit Henry Mancini in der Kategorie „Beste Original-Filmmusik zu einem Musikfilm“ für Die Glenn Miller Story, und 1968 zusammen mit André Previn in der Kategorie „Beste Musikadaption“ für Modern Millie – Reicher Mann gesucht (Thoroughly Modern Millie).

## Filmografie (Auswahl)
- 1943: The Strange Death of Adolf Hitler
- 1945: Draculas Haus (House of Dracula)
- 1946: Die Ausreißerin (The Runaround) (Produktion)
- 1946: Zwei Sprengstoffverkäufer (Little Giant) (Produktion)
- 1948: Brautzeit und Ehe (Bob and Sally) (Produktion)
- 1950: Ohne Skrupel (Shakedown)
- 1950: Gefährliche Mission (Wyoming Mail)
- 1950: Abbott und Costello als Legionäre (Abbott and Costello in the Foreign Legion)
- 1950: Geheimpolizist Christine Miller (Undercover Girl)
- 1950: Ohne Gesetz (Saddle Tramp)
- 1950: Reiter ohne Gnade (Kansas Raiders)
- 1951: Auf Sherlock Holmes’ Spuren (Abbott and Costello Meet the Invisible Man)
- 1951: Hinter den Mauern des Grauens (The Strange Door)
- 1951: Ausgezählt (Iron Man)
- 1951: Die Mündung vor Augen (Under the Gun)
- 1951: Mord in Hollywood (Hollywood Story)
- 1951: Die Höhle der Gesetzlosen (Cave of Outlaws)
- 1951: Die Flamme von Arabien (Flame of Araby)
- 1951: Piraten von Macao (Smuggler‘s Island)
- 1952: Der Schatz im Canyon (The Treasure of Lost Canyon)
- 1952: Das schwarze Schloß (The Black Castle)
- 1952: Der Sohn von Ali Baba (Son of Ali Baba)
- 1952: Flucht vor dem Tode (The Cimarron Kid)
- 1952: Schüsse in New Mexico (The Duel at Silver Creek)
- 1952: Bronco Buster
- 1952: Unternehmen Rote Teufel (Red Ball Express)
- 1952: Gier nach Gold (The Raiders)
- 1952: Unter falscher Flagge (Yankee Buccaneer)
- 1952: Der rote Engel (Scarlet Angel)
- 1952: Zu allem entschlossen (Meet Danny Wilson)
- 1953: Abbott und Costello gegen Dr. Jekyll und Mr. Hyde (Abbott and Costello Meet Dr. Jekyll and Mr. Hyde)
- 1953: All meine Sehnsucht (All I Desire)
- 1953: Auf verlorenem Posten (The Lone Hand)
- 1953: Feuerkopf von Wyoming (The Redhead from Wyoming)
- 1953: Der große Aufstand (The Great Sioux Uprising)
- 1953: Die Hand am Colt (Law and Order)
- 1953: Der Prinz von Bagdad (The Veils of Bagdad)
- 1953: Seminola (Seminole)
- 1953: Der Mann vom Alamo (The Man from Alamo)
- 1953: Die Stadt unter dem Meer (City Beneath the Sea)
- 1954: Der blaue Mustang (Black Horse Canyon)
- 1954: Der eiserne Ritter von Falworth (The Black Shield of Falworth)
- 1954: Schwaches Alibi (Naked Alibi)
- 1954: Die wunderbare Macht (Magnificent Obsession)
- 1954: Der Schrecken vom Amazonas (Creature from the Black Lagoon)
- 1955: Abbott und Costello als Mumienräuber (Abbott and Costello Meet the Mummy)
- 1955: Duell mit dem Teufel (The Man from Bitter Ridge)
- 1955: Mit stahlharter Faust (Man Without a Star)
- 1955: Das Haus am Strand (Female the Beach)
- 1955: Tarantula (Tarantula)
- 1955: Zur Hölle und zurück (To Hell and Back)
- 1955: Der Speer der Rache (Chief Crazy Horse)
- 1957: Das Geheimnis des steinernen Monsters (The Monolith Monsters)
- 1957: Mein Mann Gottfried (My Man Godfrey)
- 1957: Der Engel mit den blutigen Flügeln (Battle Hymn)
- 1958: Der Schrecken schleicht durch die Nacht (Monster on the Campus)
- 1958: Bis zur letzten Patrone (The Story of Hemp Brown)
- 1958: Der weiße Teufel von Arkansas (Ride a Crooked Trail)
- 1964: Das Mädchen mit der Peitsche (Kitten with a Whip)